# レッド・デッド・リデンプション・アンデッド・ナイトメア
『レッド・デッド・リデンプション・アンデッド・ナイトメア』 (RED DEAD REDEMPTION:UNDEAD NIGHTMARE) は、ロックスター・サンディエゴによって開発され、アメリカのロックスター・ゲームスから2010年に発売されたビデオゲーム作品。レッド・デッドシリーズ2作目『レッド・デッド・リデンプション』の外伝作品である。

## 概要
今作は『RDR:UN』と表記。
レッド・デッドシリーズ2作目であり外伝1作目である。本編である『レッド・デッド・リデンプション』(以降、『RDR』と表記)との大きな違いはゾンビ の存在。本編とは裏腹にとてもホラー要素が強い作品となっている。
プレイヤーは本編と同じ「ジョン・マーストン」を操作。死亡(ゲームオーバー)時は「WASTED」ではなく緑色で「UNDEAD」の文字が表示される。

### 『RDR』(本編)と『RDR:UN』の大まかな違い
本編との違いは、ゲーム内の通貨が流通していないまた、ショップ等も開店していないので銃弾を購入することが不可能となっている。殺害したゾンビの死体を探っても残り少ない銃弾しか手に入らない。
また『RDR:UN』の時系列は、『RDR』(本編)のストーリー終了間近(終盤)のあたりから始まるが、今作はパラレルワールドと呼ばれる架空の世界となっているため『RDR』とは直接的な繋がりはない(『レッド・デッド・リボルバー』や『レッド・デッド・リデンプション2』とも繋がりはない)。

### ゾンビについて
登場するゾンビには複数の種類が存在する。

## ストーリー
主人公のジョン・マーストンが家族(アビゲイルとジャック)と再会し、共に暮らしている農場で夜、睡眠をとったジョン・マーストンは朝起き外を見ると辺り1面の様子がおかしく腐った人間が同じ人間を噛み付いたりまたは歩き回ったりとする謎の疫病が一夜のうちに蔓延した。
最愛の家族までもが感染してしまい、ジョン・マーストンは、武器を所持しこの感染を止めるべく、または家族を治すために治療法を探す冒険へと旅立った…。

## ゲームシステム

### 感染レベル
各町の感染レベルは、「町の安全度」ゲージの上に、円の数で表示され、町中のゾンビたちを殺害していくと安全ゲージへと円は塗りつぶされていく。

### デッドアイ
レッド・デッドシリーズ恒例のシステムであるスローモーションシステムである(バレットタイムのようなもの)。複数のゾンビが襲いにくれば、プレイヤー自身で起動出来る。

## マルチプレイ
最大16人まで参加できるオンラインで協力してゾンビと戦ったり、チーム制の対戦モードを楽しんだり、多様なプレイを味わう事ができる。